# Konformista (film)
Konformista (wł. Il conformista) – włosko-francusko-niemiecki dramat filmowy z 1970 roku w reżyserii Bernarda Bertolucciego. Adaptacja powieści pod tym samym tytułem z 1951 roku autorstwa Alberta Moravii.

## Fabuła
W wieku 13 lat Marcello Clerici próbował zastrzelić Lina, dorosłego homoseksualistę, który chciał go uwieść. Po latach Clerici jest szanowanym obywatelem, urzędnikiem państwowym, i ma ożenić się z Giulią. Został faszystą, aby rozpłynąć się w tłumie i zintegrować ze społeczeństwem. Ma kontakty z tajną służbą i zgadza się połączyć swój miesiąc miodowy w Paryżu z wykonaniem egzekucji na znanym działaczu antyfaszystowskim i swoim dawnym nauczycielu filozofii.

## Obsada
- Jean-Louis Trintignant – Marcello Clerici
- Sergio Graziani – Marcello Clerici (głos)
  - Pasquale Fortunato – 13-letni Marcello
- Stefania Sandrelli – Giulia Clerici
- Gastone Moschin – Manganiello
- Enzo Tarascio – profesor Quadri
- Fosco Giachetti – pułkownik
- Arturo Dominici – pułkownik (głos)
- José Quaglio – Italo Montanari
- Giuseppe Rinaldi – Italo Montanari (głos)
- Dominique Sanda jako Anna Quadri
- Rita Savagnone jako Anna Quadri (głos)
- Pierre Clémenti jako Lino Semirama
- Milly – matka Marcella
- Giuseppe Addobbati – ojciec Marcella
- Yvonne Sanson – matka Giulii
- Lydia Simoneschi – matka Giulii (głos)
- Antonio Maestri – don Lattanzi
- Christian Aligny – Raoul
- Alessandro Haber – Senigallia
- Pierangelo Civera – Franz
- Orso Maria Guerrini – zabójca
- Marta Lado – córka Marcella
- Benedetto Benedetti – minister

Źródło: 

## Produkcja
Zdjęcia kręcono w Rzymie, Santa Marinella (prowincja Rzym) i w Paryżu.

## Wybrane nagrody
20. MFF w Berlinie (1970):
- nagroda Interfilm (Bernardo Bertolucci)
- nagroda Interfilm – rekomendacja na forum „Nowe Kino” (Bernardo Bertolucci)

Amerykańskie Stowarzyszenie Krytyków Filmowych (1972):
- najlepszy reżyser (Bernardo Bertolucci)
- najlepsze zdjęcia (Vittorio Storaro)

Satelity (2006):
- najlepsze wydanie DVD klasyków kina